# Požeška gora
Požeška gora, gora smještena južno od Požege u središnjoj Slavoniji. Požeška gora nalazi se istočno od Psunja i zapadno od Dilja. Najviši vrh Požeške gore, Kapavac, nalazi se na 618 metara nadmorske visine.
Na gori je šuma hrasta kitnjaka. Od znamenitosti su ostatci zidina Vrhovačkog grada na 433 metra nadmorske visine. Od viših kota tu je kota Maksimov Hrast na 614 metara nadmorske visine i kota Velika kobila na 432 metra nadmorske visine.

## Vanjske poveznice
|  | Zajednički poslužitelj ima još gradiva o temi Požeška gora |